# サッセッロ
サッセッロ(伊: Sassello)は、イタリア共和国リグーリア州サヴォーナ県にある、人口約1,800人の基礎自治体（コムーネ）。

## 地理

### 位置・広がり

#### 隣接コムーネ
隣接するコムーネは以下の通り。括弧内のGEはジェノヴァ県、ALはアレッサンドリア県所属を示す。
- アレンツァーノ (GE)
- コゴレート (GE)
- ジェーノヴァ (GE)
- ミオーリア
- パレート (AL)
- ポンティンヴレーア
- ポンツォーネ (AL)
- ステッラ
- ウルベ
- ヴァラッツェ

### 地震分類
イタリアの地震リスク階級 (it) では、4 に分類される
。

## 行政

### 分離集落
サッセッロには、以下の分離集落（フラツィオーネ）がある。
- Maddalena, Palo, Piampaludo

## 姉妹都市
- Les Alqueries、スペイン 2002年